# Mesoleius minor
Mesoleius minor là một loài tò vò trong họ Ichneumonidae.